# Tert-بوتانول
tert-بوتانول (به انگلیسی: tert-Butanol) یک ترکیب شیمیایی با شناسه پاب‌کم ۶۳۸۶ است. شکل ظاهری این ترکیب، مایع بی‌رنگ است.

## نگارخانه

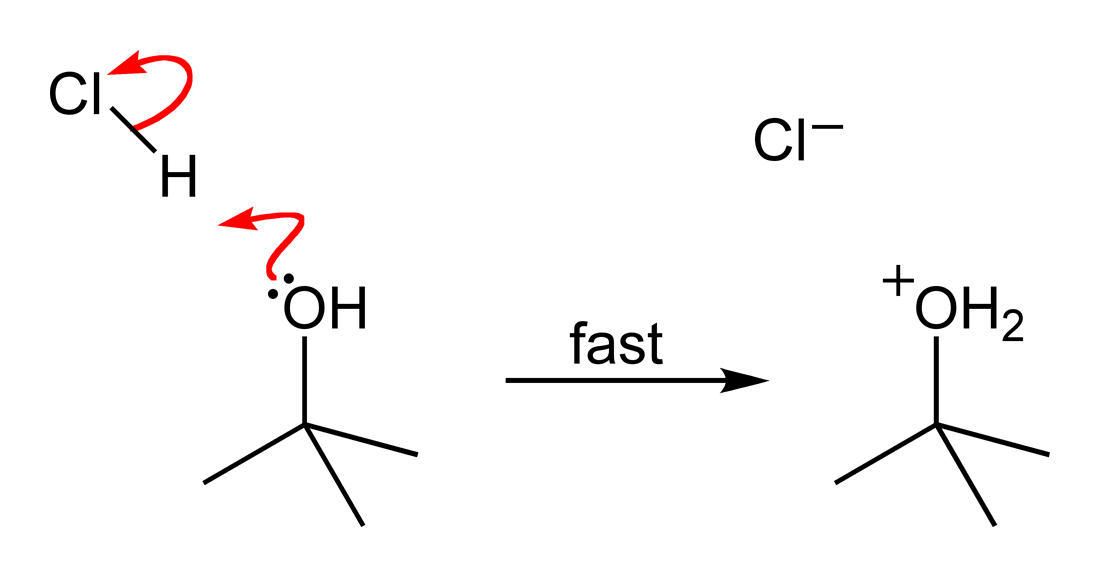
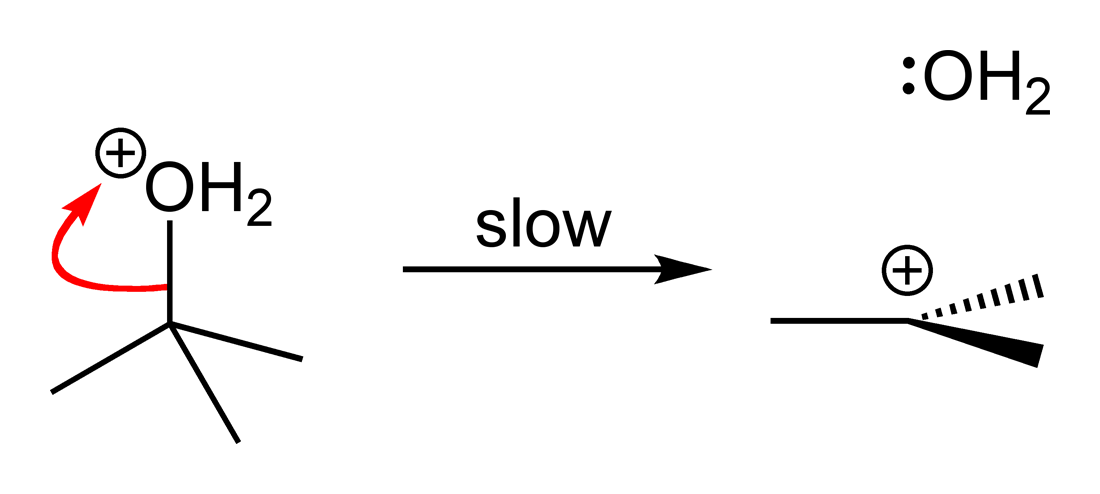
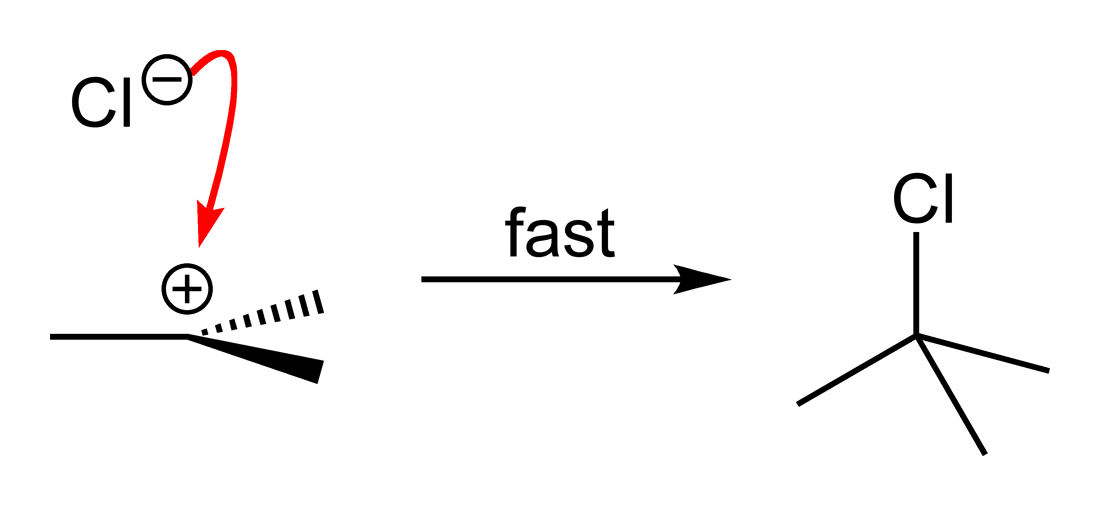